# 考特湖
47°55′23″N 12°21′18″E / 47.92306°N 12.35500°E

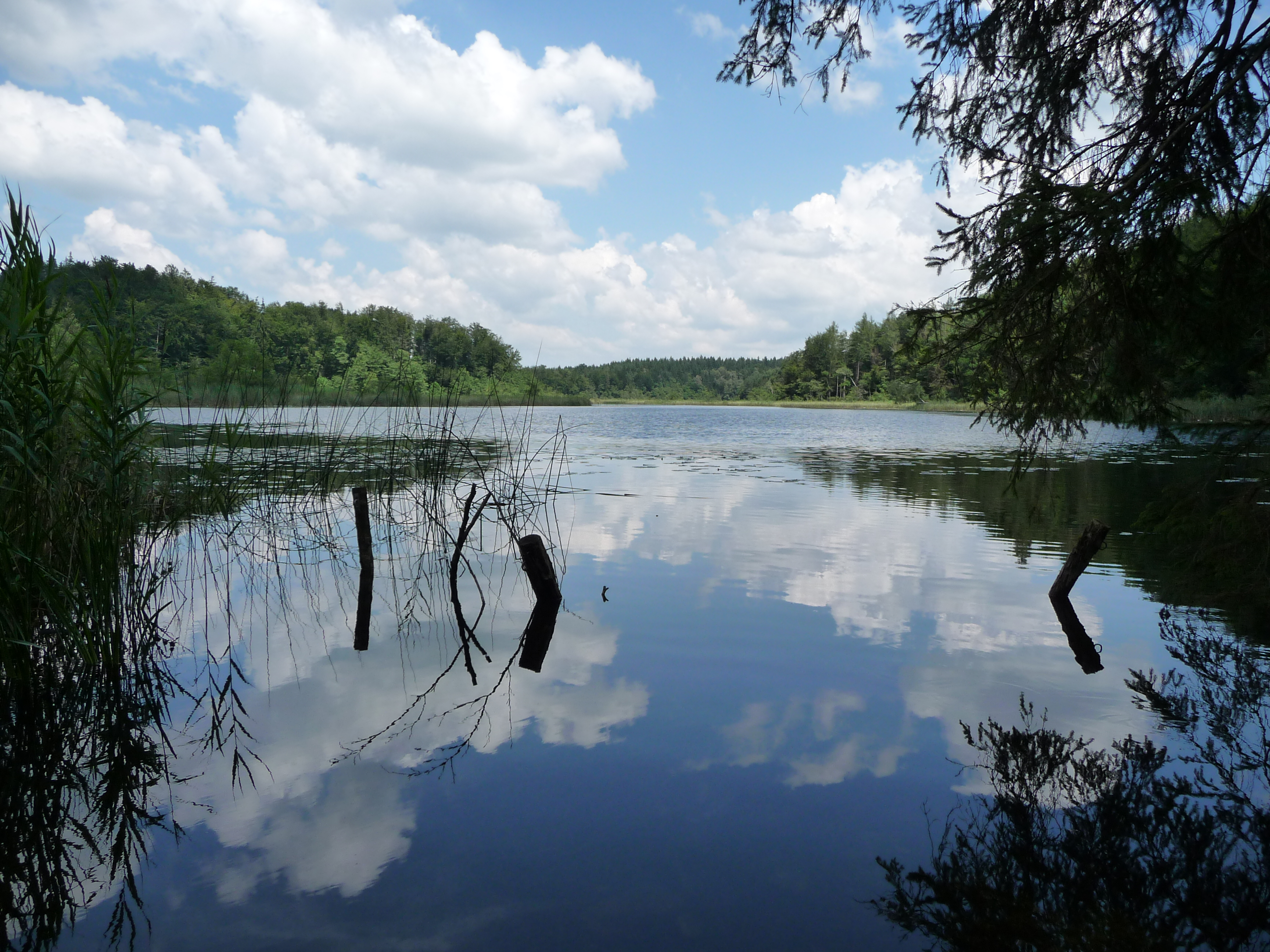

考特湖（德語：Kautsee），是德國的湖泊，位於該國東南部，由巴伐利亞州負責管轄，處於巴特恩多夫，面積0.16平方公里，海拔高度530米，最大水深5米，每年平均降雨量1,847毫米。